# Ruth Millar
Ruth Laura Millar (* 1975 in Glasgow) ist eine britische Schauspielerin.

## Leben und Karriere
Ruth Millar wurde im schottischen Glasgow geboren und wuchs dort auch auf. Sie besuchte das Londoner Central Saint Martins College of Art and Design, das sie 1996 mit einem Abschluss in Bildender Kunst abschloss. 
Nach dem Verlassen der Kunstschule gründete Millar die Wee Lassie Productions, eine Produktionsfirma, die die besten Schauspiel und schriftstellerischen Talente präsentiert. Die Ausstellung fand nur für eine Nacht im Groucho Club in London statt. Dort wurde Millar dann von einem Agenten entdeckt und bekam ihre erste Rolle als Schauspielerin als Punto Mädchen für die Marke Fiat in einer der erfolgreichsten Werbekampagnen des Jahres. 
Nach diesem Erfolg spielte Millar als Jess Rossi mit ebenfalls großem Erfolg in der Fernsehserie Glasgow Kiss neben Iain Glen und Sharon Small. In der BAFTA prämierten Serie North Square hatte sie ihre nächste Hauptrolle als Morag Black neben Philip Davis, Helen McCrory, Rupert Penry-Jones und Kevin McKidd. 
Millar spielte fortan in mehreren Fernsehserien wie zum Beispiel Life on Mars – Gefangen in den 70ern, Footballers’ Wives oder Monarch of the Glen. 2002 spielte sie neben Ewan McGregor in dem Channel 4 Kurzfilm Solid Geometry. Zu Millars jüngsten Filmen zählen unter anderem der Avantgardefilm Love Live Long und Broken Lines neben Paul Bettany (beide 2008). 
Millar ist verheiratet und hat eine Tochter (* 2008). Sie lebt derzeit in San Francisco und London.

## Filmografie (Auswahl)
- 1997: The Wave (Kurzfilm)
- 2000: Glasgow Kiss (Fernsehserie, 6 Episoden)
- 2000: North Square (Fernsehserie, 10 Episoden)
- 2002: Footballers’ Wives (Fernsehserie, 4 Episoden)
- 2002: Solid Geometry (Fernsehfilm)
- 2005: Friends & Crocodiles (Fernsehfilm)
- 2005: Legless (Fernsehfilm)
- 2006: Silent Witness (Fernsehserie, 2 Episoden)
- 2006: Life on Mars – Gefangen in den 70ern (Life on Mars, Fernsehserie, 1 Episode)
- 2009: Ashes to Ashes – Zurück in die 80er (Ashes to Ashes, Fernsehserie, 1 Episode)